# 福田信昭
福田信昭（1950年12月18日—）是日本的演員、聲優。所屬劇團青年座。長崎縣出身。
長崎縣立島原高等學畢業。1974年進入劇團青年座。

## 演出作品

### 電視動畫
- 青色文學系列（「人間失格」父親）
- EAT-MAN（亞歷克賽・葛利菲爾德）
- Weiß kreuz（中澤庸一）
- 禁獵魔女（松永誠一郎）
- 太空船薩吉塔留斯（普蘭特）
- 死亡代理人（帕特卡特爾）
- 惡阻松君 (第2作)（小八）
- CHAOS;HEAD（松永）
- 恐龍冒險記侏儸紀樂園（亞普西）
- 獵魔戰記（羅德祭司）
- 辛普森家庭（東德林格）
- 世界名作劇場系列
  - 崔普一家物語（丹尼斯・華格納、阿道夫·希特勒）
  - 名犬萊西（阿爾伯特・福雷斯特）
  - 無家可歸的孩子蕾米（安德烈、嘉斯帕爾）
- 劍豪生死鬥（伊吹半心軒）
- 蒼天航路（張喚）
- 黑之契約者（松本邦夫）
- 時間飛船2000 怪盗閃亮人（魯特）
- 鐵人28號 (2004年版動畫)（史賓賽上校）
- Devil May Cry（麥克・海格爾）
- 鬥牌傳説赤木 ～從黑暗中降落的天才～（石川）
- 幸運超人（脇役星人）
- 槍神（亨利）
- 内閣權力犯罪強制取締官 財前丈太郎（和泉孝四郎）
- 火影忍者（秋道長座、白根）
- 火影忍者疾風傳（秋道長座）
- 第一神拳 New Challenger（板垣的父親）
- 花的魔法使瑪麗貝爾（海維）
- 夢幻遊戲（俱東國皇帝、亢宿的父親）
- 機器勇士系列
  - 機器勇士 克羅諾斯的大反攻（拖車機器人）
  - 機器勇士 戰鬥哈克斯（拖車機器人）
- 危險調查員（華爾特、湯姆斯基）
- 魔法公主 明琪桃子（海桃）（伯納德、藍道）
- 丸出駄目夫（神燈精靈）
- 妙手小廚師（白川憲由）
- 熱鬥小馬（圖卡特）
- 變的更強 痛快！横綱動畫 啊啊播磨灘（入間山、權先生）
- MOONLIGHT MILE（華倫・史密斯）
- 名偵探柯南（吉岡十郎、江藤勝利、中井晃、近石鐵夫、三瓶康夫、城元英彦、野中武雄、護田秀男、大賀辰也、土門康輝）
- 燃燒吧！首位罷工者（蓋瑞·伯丁尼）「接替突然死亡的吉村傭。」
- MONSTER（奧本海姆外科部長）
- 烘焙王（三之上公司）
- 幽遊白書（羅愚毘、室田繁、閻魔大王）
- 横山光輝 三國志（公孫瓚）
- 流星之洛克人（尚・克隆・維爾蒙・喬治萬十四世、王冠閃電）
- 我與我 兩個綠蒂（康尼）

2014年
- 排球少年！！（貓又育史）
- 名偵探柯南（片岡英介）#736
- 團地友夫（金澤）#63
- 魔術快斗1412（無名）

2015年
- 排球少年！！第二季（貓又育史）

2016年
- 名侦探柯南（半崎安夫 #816）

2019年
- 名侦探柯南（猪越健一郎）

### OVA
- 無家可歸的孩子蕾米（嘉斯帕爾）
- 機動戰士GUNDAM 0080:口袋裡的戰爭（警官B）
- 銀河英雄傳說（卡納普）
- 戰鬥機 成層圈気流（巴夫斯坦教授）

2015年
- 排球少年！！（貓又育史）

### 劇場版動畫
- 幽遊白書 冥界死鬥篇 火焰的牽絆（賴光）

### 遊戲
- 金田一少年之事件簿3 青龍傳説殺人事件（野口隆司）

### 外語片配音
- 急診室的春天（父親）
- 鹹蛋超人力量（溫迪拉）
- 綁架 (電視劇)（拉蒂默（德爾羅伊·林多））
- 柯瑞當家（維克多・巴克斯特）
- 24小時反恐任務（大衛·帕默）
- 單元 美軍極秘部隊（約納斯・布萊恩）
- 老師不放棄 ～隆·克拉克自傳～（透納校長）
- 幻想曲2000（潘與泰勒）
- 天才魔女（維克多・巴克斯特）

### 電視連續劇
- 春之波濤（1985年、NHK大河劇） - 劇團員
- 兩個白衣（1998年4月 - 6月、東海電視台、電包）
- 相棒Season8（2010年3月10日放送）

### 舞台
- 明日（三浦泰一郎、堂崎彰男、古賀）
- 無法松的一生（相撲常）
- 審判（審判長）

### 連戲劇CD
- G幻想喜劇CD蒐集 火焰安布雷姆 暗黒龍與光之劍（馬里歐尼斯）
- Weiß kreuz Wish A Dream Collection III THE ORCHID under THE SUN 太陽之蘭（老船長）

## 外部連結
- （日語）福田信昭的個人網站 （页面存档备份，存于）